# UFC 62
UFC 62: Liddell vs. Sobral 2 fue un evento de artes marciales mixtas celebrado por Ultimate Fighting Championship el 26 de agosto de 2006 en el Mandalay Bay Events Center, en Las Vegas, Nevada, Estados Unidos.

## Historia
El principal evento contó con una pelea por el Campeonato de Peso Semipesado de UFC entre el campeón Chuck Liddell y el aspirante Renato Sobral. El evento principal fue una revancha de TUF entre Forrest Griffin y Stephan Bonnar.

## Resultados

### Tarjeta preliminar
- Peso medio: Yushin Okami vs. Alan Belcher

Okami derrotó a Belcher vía decisión (unánime) (30–27, 30–27, 29–28).
- Peso semipesado: Cory Walmsley vs. David Heath

Heath derrotó a Walmsley vía sumisión (rear naked choke) en el 2:32 de la 1ª ronda.
- Peso semipesado: Wilson Gouveia vs. Wes Combs

Gouveia derrotó a Combs vía sumisión (rear naked choke) en el 3:23 de la 1ª ronda.
- Peso semipesado: Rob MacDonald vs. Eric Schafer

Schafer derrotó a MacDonald vía sumisión técnica (arm triangle choke) en el 2:26 de la 1ª ronda.

### Tarjeta principal
- Peso ligero: Hermes Franca vs. Jamie Varner

Franca derrotó a Varner vía sumisión (armbar) en el 3:31 de la 3ª ronda.
- Peso pesado: Cheick Kongo vs. Christian Wellisch

Kongo derrotó a Wellisch vía KO (rodillazo) en el 2:51 de la 1ª ronda.
- Peso wélter: Nick Diaz vs. Josh Neer

Diaz derrotó a Neer vía sumisión (kimura) en el 1:42 de la 3ª ronda. Thiago Alves estaba previsto inicialmente para pelear contra Josh Neer, pero se retiró de la pelea debido a una enfermedad.
- Peso semipesado: Forrest Griffin vs. Stephan Bonnar

Griffin derrotó a Bonnar vía decisión (unánime) (30-27, 30-27 30-27). Después de la pelea, Bonnar dio positivo por la Comisión Athletica del Estado de Nevada, por usar los esteroider anabólicos boldenone, y recibió una suspensión de nueve meses y una multa de 5.000 dólares.
- Campeonato de Peso Semipesado: Chuck Liddell (c) vs. Renato Sobral

Liddell derrotó a Sobral vía TKO (golpes) en el 1:35 de la 1ª ronda.  Liddell retuvo el Campeonato de Peso Semipesado de UFC.

## Premios extra
- Pelea de la Noche: Hermes Franca vs. Jamie Varner
- KO de la Noche: Chuck Liddell
- Sumisión de la Noche: Nick Diaz